# Caterina Boratto
Caterina Boratto (Turín, 15 de marzo de 1915 - Roma, 14 de septiembre de 2010) fue una actriz y personalidad televisiva italiana.

## Biografía
Nacida en Turín, Boratto estudió en el Lyceum Musical en su ciudad natal con el propósito de convertirse en cantante y, después de que Guido Brignone se fijara en ella, debutó en 1937 en Vivere!, junto a Tito Schipa. Gracias al éxito de la película, se convirtió inmediatamente en una estrella de las conocidas como "comedias de teléfono blanco", y también consiguió un contrato de siete años con Metro-Goldwyn-Mayer, que eventualmente se disolvió debido a la Segunda Guerra Mundial.
En 1943 Boratto perdió a dos hermanos, el partisano Renato y el soldado Filiberto, quien murió en la masacre de la División Acqui. En 1944 se casó con un médico, Armando Ceratto, con quien tuvo dos hijos. A excepción de una película en 1951, básicamente se mantuvo inactiva durante veinte años antes de aceptar dos papeles claves en 8½ y Julieta de los espíritus de  Federico Fellini, que la había conocido en Campo de' fiori, donde él había actuado como guionista.  A partir de la segunda mitad de la década de 1960, Boratto volvió a aparecer en películas con cierta regularidad, y desde finales de 1970 también pasó a estar muy activa en la televisión.